# Milano-Torino 1978
La Milano-Torino 1978, sessantaquattresima edizione della corsa, si svolse il 2 settembre su un percorso con partenza a Milano e arrivo a Torino. Fu vinta dall'italiano Pierino Gavazzi della Zonca-Santini-Chicago Jeans davanti ai suoi connazionali Vittorio Algeri e Franco Bitossi.

## Ordine d'arrivo (Top 10)
| Pos. | Corridore           | Squadra                         | Tempo |
| ---- | ------------------- | ------------------------------- | ----- |
| 1    | Pierino Gavazzi     | Zonca-Santini-Chicago Jeans     |       |
| 2    | Vittorio Algeri     | Intercontinentale Assicurazioni |       |
| 3    | Franco Bitossi      | Gis Gelati                      |       |
| 4    | Giuseppe Martinelli | Magniflex-Torpado               |       |
| 5    | Gaetano Baronchelli | Scic                            |       |
| 6    | Bruno Wolfer        | Zonca-Santini-Chicago Jeans     |       |
| 7    | Roberto Ceruti      | Mecap-Selle Italia              |       |
| 8    | Gabriele Landoni    | Gis Gelati                      |       |
| 9    | Franco Conti        | Zonca-Santini-Chicago Jeans     |       |
| 10   | Alfio Vandi         | Magniflex-Torpado               |       |